# Untung Surapati
Untung Surapati (ook (Si) Oentoeng Soerapati, S(o)uropati), (Bali, voor 1660 – Bangil bij Pasuruan (Oost-Java), 5 december 1706) was een Indonesisch vrijheidsstrijder dan wel guerrillaleider, die eind 17e en begin 18e eeuw de hoofdtegenstander van de VOC op Java was. De Republiek Indonesië heeft Surapati, als een van de eerste voorvechters van de Indonesische onafhankelijkheid, uitgeroepen tot Held van Indonesië. 

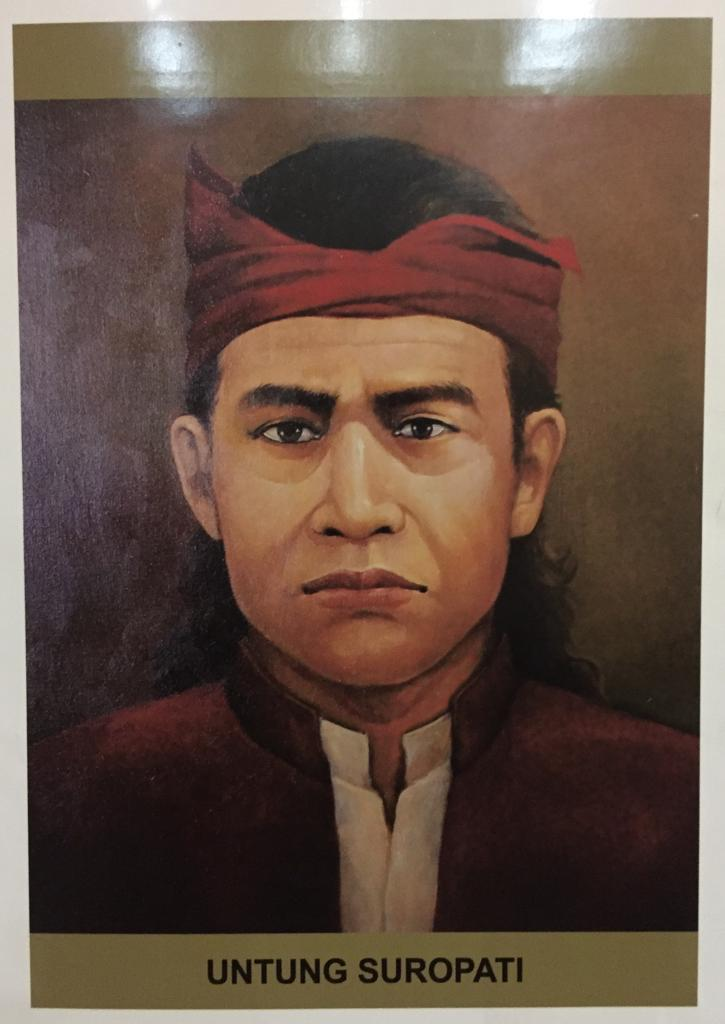
Untung Surapati

## Batavia
De Balinees Surapati, wiens oorspronkelijke naam waarschijnlijk Surawiroaji was, werd al jong door Chinezen of Arabieren op de slavenmarkt van Batavia verkocht.

Volgens de Javaanse kroniek Babad Tanah Jawi  ('Geschiedenis van het land Java', met deels legendarische en sprookjesachtige inhoud) werd hij door zijn eerste eigenaar, een VOC-kapitein, goed behandeld. De Babad Tanah Jawi noemt deze VOC-kapitein 'van Beber' uit Makassar, maar volgens het Nieuw Nederlandsch biografisch woordenboek was Untung Surapati slaaf van Pieter Cnoll, opperkoopman van het kasteel te Batavia, tot de dood van Cnoll in 1672. Surapati is afgebeeld op een schilderij met Cnoll en zijn echtgenote Cornelia van Nijenroode.

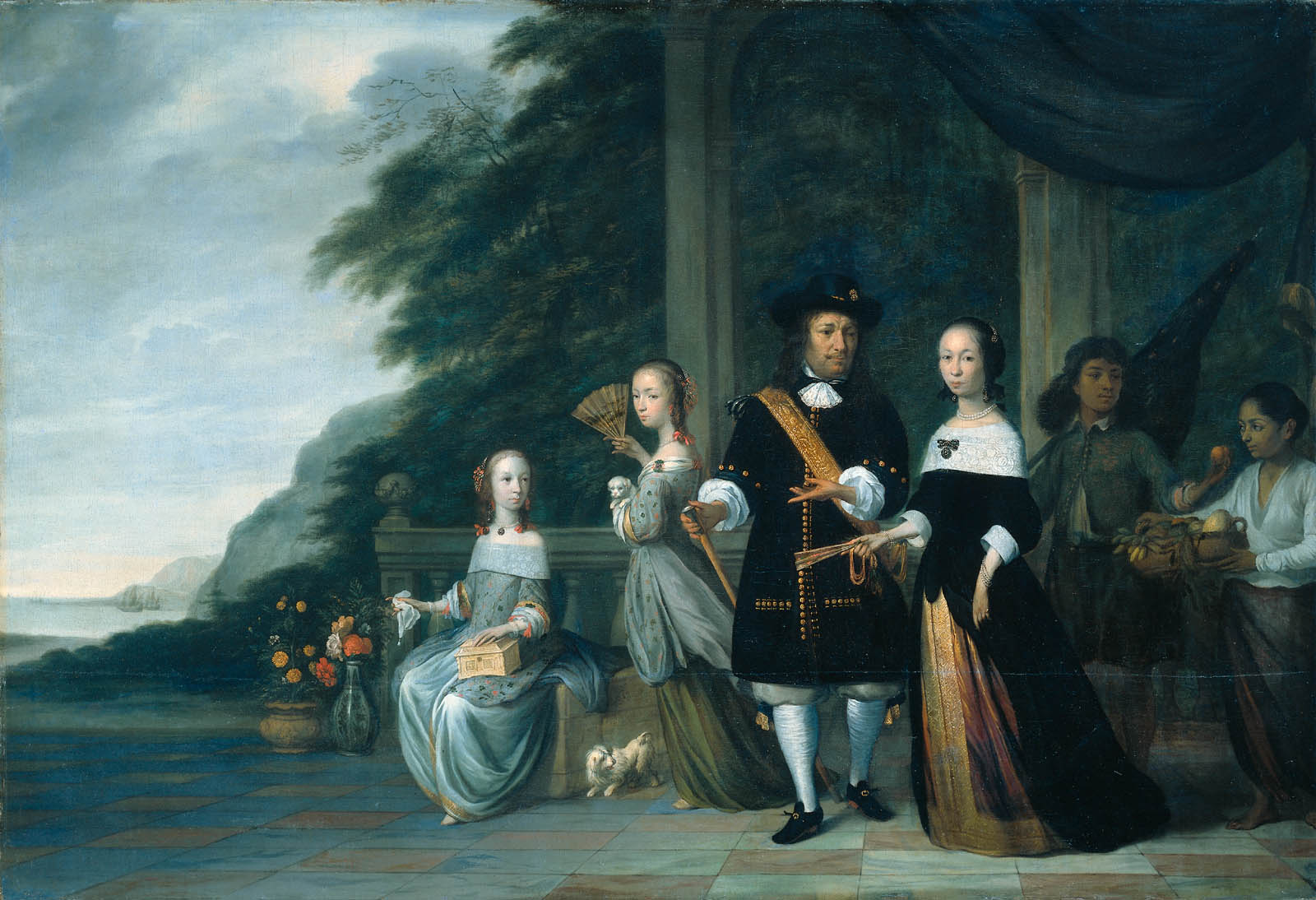
Schilderij door Jacob Coeman van leden van het gezin van Pieter Cnoll, met Surapati rechtsachter, met een parasol.

De volgende eigenaar van Surapati, genaamd Moor, mishandelde Surapati omdat hij een verhouding had met Moors dochter Suzanne. Na hiervoor eerst gevangen te hebben gezeten, ontsnapte de nu ongeveer 20-jarige Surapati uit Batavia, en sloot zich in de 'ommelanden' van Batavia bij een merendeels Balinees opstandelingenleger aan (1678-1679).

## Bantam
In het Sultanaat Bantam had de VOC haar eigen kandidaat (Sultan Haji) in de troonstrijd die daar laat in de jaren 70 en in het begin van de jaren 80 van de 17e eeuw plaatsvond. Surapati wist belangrijke tegenstanders van de VOC in deze troonstrijd (Sjeik Yusuf /Joesoef en Purbaya) bij de Gunung Gede met een vrijgeleide in de handen van de Nederlandse kapitein Ruys, de bevelhebber van het fort Tanjungpura (Karawang), te spelen. 

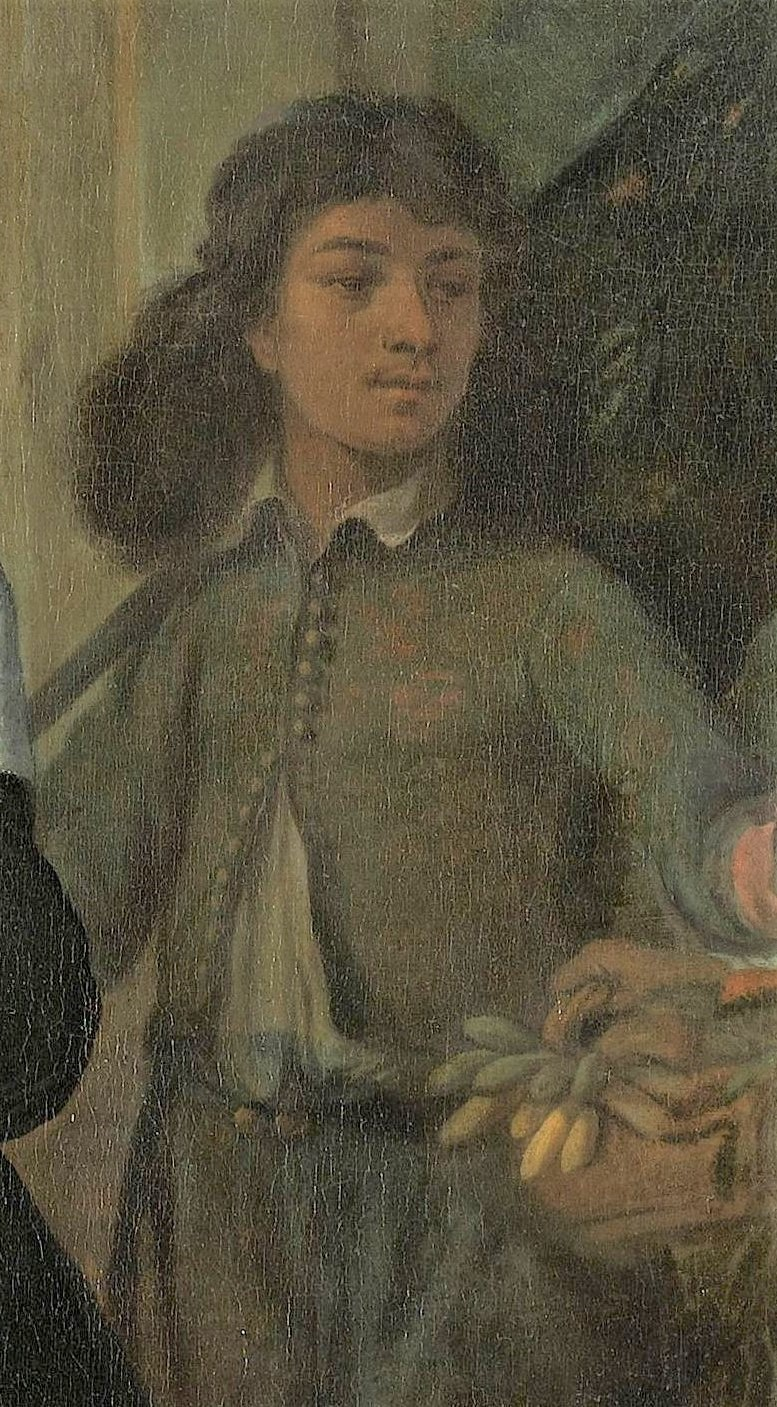
Surapati (detail schilderij Jacob Coeman: Pieter Cnoll en gezin)

Surapati, die onder de naam "Si Untung" ('de gelukkige') opereerde, versterkte nu de positie van de VOC. De  Nederlandse geschiedschrijver Valentijn beschrijft Surapati in deze fase dan ook als 'een zedig, buitengemeen wakker en godvruchtig soldaat, die noit gewoon was iemant te verongelijken'. Men probeerde nu van Nederlandse kant om hem en zijn troepen, door hen een militaire opleiding te geven, tot een deel van het VOC leger om te vormen. Surapati leerde op deze manier de westerse gevechtsmethoden kennen. Hij was er de gehele tijd dat hij in contact was met VOC-officieren op bedacht dat men hem weer als slaaf naar Batavia kon terugbrengen. Nadat Si Untung / Surapati westerse militaire ervaring had opgedaan, brak hij met de VOC, toen hij had gezien hoe Purbaya door de Nederlandse vaandrig Willem Kuffeler werd vernederd door hem te dwingen zijn kris te overhandigen, en daarop, toen Purbaya dit weigerde, werd mishandeld.
Het lukte Surapati niet om Purbaya uit handen van de Nederlanders los te krijgen, maar samen met diens vrouw Gusik Kusuma en met zijn Balinese troepen, vertrok hij, na Kuffeler bij Cikalong (West-Bandung) te hebben verslagen (28 januari 1684), naar het hof van de Susuhunan van Mataram op Oost-Java. Zijn troepen waren voorzien van westerse vuurwapens en munitie, volgens de VOC door Chinese 'smokkelaars' aangeleverd. Bij het dorp Rajapolah ontkwam Surapati aan Jacob Couper, die er door de VOC op uit was gestuurd om hem gevangen te nemen. Volgens de Babad Tanah Jawi kreeg hij daarna onderweg naar Mataram hooglopende ruzie met Raden Surapati uit het gevolg van de sultan van Cirebon: Ook nu weer was het de dwang om zijn kris af te geven die tot onenigheid leidde. Na een rechtszaak waarin Si Untung in het gelijk werd gesteld, werd Raden Surapati van Cirebon terechtgesteld, en Si Untung voerde sindsdien diens naam Surapati. Nederlandse bronnen gebruiken de naam Surapati ('Soerapati') echter al eerder voor Si Untung, namelijk tijdens zijn confrontatie met vaandrig Kuffeler.
Volgens de Nederlandse historicus De Graaf ontwikkelde Surapati zich op zijn tocht naar Mataram tot een ''woeste en gevreesde schurk die leefde van chantage en diefstal in de heuvelachtige streken tussen Banyumas en Bagelen ''.

## Mataram
In Mataram regeerde sinds 1677 susuhunan Amangkurat II. Zijn opvolging in de hoofdstad Kartasura was niet onomstreden: Om zijn positie te behouden was hij afhankelijk van een klein Nederlands garnizoen, dat orde en rust in de kraton moest garanderen, en dat eventuele naaste familieleden van Amangkoerat, die aanspraken op de troon meenden te kunnen maken, moest ontmoedigen. 
Na de aankomst van Surapati (die intussen een relatie was aangegaan met Purbayas vrouw Gusik Kusuma, na een ontmoeting met haar vader, de fel anti-Nederlandse hoveling Nerang Kusuma) raakte Amangkurat in een lastig parket. Aan de ene kant kon Surapati hem helpen de impopulaire buitenlandse troepen kwijt te raken, en zo zijn aanzien onder de Javaanse bevolking versterken; aan de andere kant moest hij de machtige VOC te vriend zien te houden. 
Op 8 februari 1686 wist Surapati de aanvoerder van het VOC-garnizoen, François Tack, die bij Amangkurat op uitlevering van Surapati had aangedrongen, samen met een groot deel van diens troepen, in een hinderlaag te lokken en daarna te doden. Amangkurat benoemde hem daarop tot aanvoerder van zijn lijfwacht, en gaf hem bovendien een van zijn dochters ten huwelijk. Surapati kreeg gebieden in het oostelijk deel van Java in leen, en vanaf 1687 had hij daar, rond Pasuruan, samen met Nerang Kusuma, zijn vrijwel onafhankelijke machtsbasis. 
De 'gelukkige' voormalige slaaf Untung Surapati voerde nu de titel van Tumenggung Wiranegara (Schild-Gong, Held van het Land), regent van Pasuruan. De VOC wist in de daarop volgende jaren niet terug te slaan: De troonstrijd in het veel dichter bij Batavia gelegen Bantam eiste de aanwezigheid van de beste VOC troepen op, en de geslaagde aanval van Surapati op het VOC-garnizoen in Kartasura had bewezen dat men in hem met een geduchte tegenstander van doen had. Hoewel de VOC er bij Amangkurat II sterk op aandrong om iets tegen Surapati te ondernemen, liet deze het bij een loze schijnaanval op Pasuruan (1690), om de Nederlanders enigszins van zijn goede intenties te overtuigen.

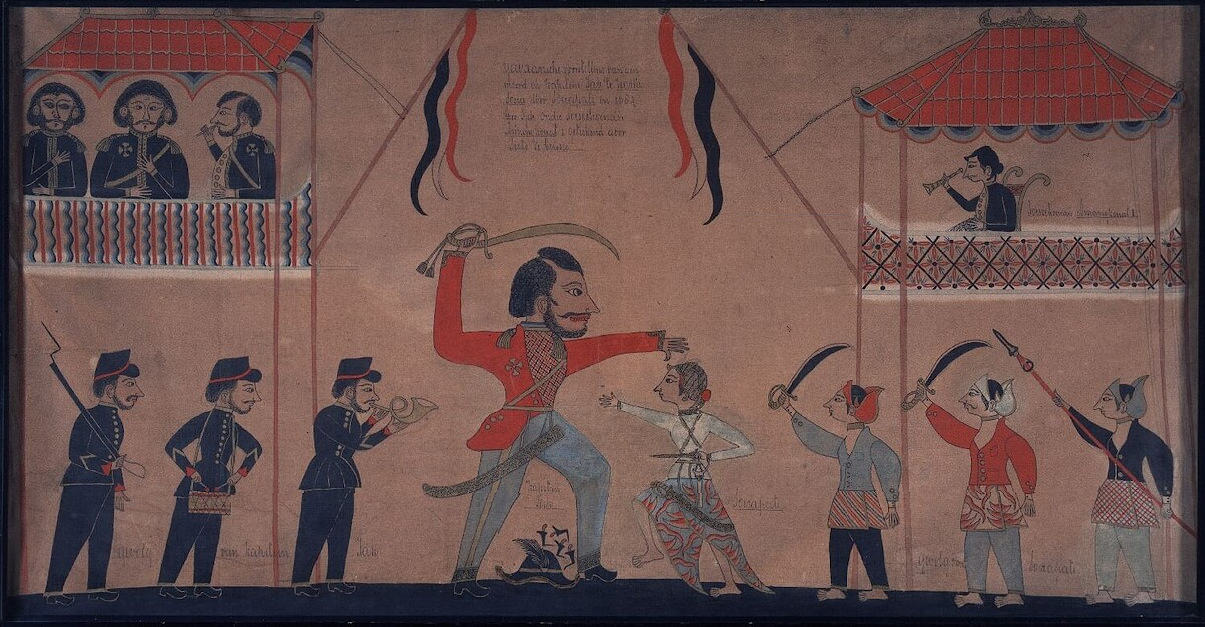
COLLECTIE TROPENMUSEUM: 'Javaansche voorstelling van den moord op kapitein Tack te Kartasoera door Soerapati in 168(6) ten tijde van Soesoehoenan Amangkoerat (II) geteekend door Tirto te Gresik'. Datering cirka 1890 -1900. Links:'Gevolg van kapitein Tack. Midden links: 'Kapitein Tack'. Midden rechts: 'Soerapati'. Rechts vooraan: 'Gevolg van Soerapati'. Rechts boven: 'Soesoehoenan Amangkoerat (II)'. TM nr H-796

## Pasuruan
In Pasuruan (Pasoeroean) op Noord-Oost Java wist Surapati zich in de late jaren 80 en de jaren 90 van de 17e eeuw een sterke onafhankelijke positie te verwerven. Zijn Balinese achtergrond zorgde ervoor dat hij steun van het aangrenzende, toen Hindoeïstische, oostelijk deel van Java behield, ten westen was Mataram zolang Amangkurat II op de troon zat militair van hem afhankelijk. Soerapati breidde zijn invloedssfeer geleidelijk uit over Oost-Java van Banyuwangi tot Ponorogo, tot hij in 1694 uiteindelijk Madiun (Madioen) bezette. Surapati's kraton in Pasuruan, strategisch gelegen direct langs de zeeweg die Batavia met het oosten van de Indische archipel verbond, maakte hem, door tol te heffen, ook economisch onafhankelijk.

## Eerste Javaanse Successieoorlog
Pas in september 1706, nadat de troonstrijd in Bantam was beëindigd, kon de VOC genoeg troepen vrij maken om zich in de Eerste Javaanse Successieoorlog te mengen: In 1703 was Amangkurat II gestorven, de VOC steunde Pakubuwono I van Surakarta of Puger als nieuwe susuhunan, terwijl Surapati Amangkurat III van Mataram (Susuhunan Mas) als zijn kandidaat naar voren schoof. Deze Amangkurat III vluchtte naar Pasuruan toen zijn positie in Kartasura onmogelijk was geworden.  
Onder de VOC-generaal Govert Cnoll gingen de Nederlanders, gesteund door Surabaya, Madura en Pakubuwono bij Bangil, op de weg naar Pasuruan, de slag aan met Surapati. Deze overleed, na zich tot het uiterste te hebben verweerd, aan de verwondingen die hij in deze slag had opgelopen. De nakomelingen van Surapati probeerden zijn overlijden geheim te houden: Hij werd anoniem begraven en, volgens de Babad Tanah Jawi, werd een veldbed met daarop een 'valse' Surapati nog een half jaar lang door zijn opgejaagde troepen rondgedragen. Pas op 18 juni 1707 vond Herman de Wilde, die op zoek was naar Amangkurat III, het graf van Surapati. Zijn lijk werd door de Nederlanders verbrand en zijn as op zee verspreid.  
Nakomelingen van Surapati, waaronder Bridal Raden Surapati en Raden Suradilaga, getrouwd met vrouwen uit aanzienlijke Javaanse families, behielden met hun gemengde Balinese en Javaanse troepen echter de macht in de bergen van Oost-Java rond Malang en Lumajang, en nog generaties lang verzetten zij zich tegen de groeiende macht van de VOC.

## Nagedachtenis
- Surapati wordt in de Republiek Indonesië beschouwd als een van de eerste voorlopers van de onafhankelijkheidsstrijders uit de 19e en 20e eeuw.
- President Soeharto riep Surapati op 3 november 1975 uit tot nationale held van Indonesië
- Surapati wordt in de literatuur, onder anderen door Busken Huet (Het land van Rembrand), en Willem Hofdijk (De Gids), vanwege zijn achtergrond als in opstand gekomen slaaf, vergeleken met Spartacus.
- In de Javaanse kronieken Babad Tanah Jawi en Babad Suropati wordt de jeugd van Surapati op avontuurlijke wijze beschreven: Hij zou als verstoten koningskind te vondeling zijn gelegd in het oerwoud, gevonden zijn door een arm kinderloos boerenechtpaar, als tiener op een zeilboot op zoek naar zijn echte ouders zijn gegaan, en na schipbreuk te hebben geleden door zijn wonderbaarlijke krachten toch nog zijn leven hebben gered. Ook zou Surapati door middel van tovermiddelen uit de gevangenis van Batavia zijn ontsnapt.
- In heel Indonesië zijn er onder andere straten en pleinen naar Surapati vernoemd: Zo werd het Burgemeester Bisschopsplein in Batavia (Jakarta) na de Indonesische onafhankelijkheid omgedoopt in Taman Suropati.
- Het in 1992 overgenomen voormalige DDR-korvet ‘Ribnitz-Damgarten' werd door Indonesië hernoemd tot 'Untung Suropati'.

- International Standard Name Identifier: 0000 0003 9167 5013
- Library of Congress Control Number: n93044463
- Nationale Bibliotheek van Tsjechië: jo20231194837
- Système universitaire de documentation: 168997835
- Trove: 1508729
- Virtual International Authority File: 285566281
- WorldCat: E39PBJcgwXJ9w8bxMrqmrtrwmd